# Pŏpgyŏng Kyŏngyu
Pŏpgyŏng Kyŏngyu (ur. 871, zm. 921) – koreański mistrz sŏn, jeden z założycieli szkoły sŏn będącej odpowiednikiem chińskiej szkoły chan caodong.

## Życiorys
Urodził się rodzinie Chang. 
Ze względu na źle zachowane teksty źródłowe, nie wiadomo kiedy rozpoczął praktykę buddyjską i kto był jego nauczycielem.
Udał się do Chin, gdzie praktykował (tak jak Chinch'ŏl Iŏm) u mistrza chan szkoły caodong – Yunju Daoyinga (zm. 902). Po uzyskaniu przekazu Dharmy od swego nauczyciela, w 908 r. powrócił do Silli.

## Linia przekazu Dharmy zen
Pierwsza liczba oznacza liczbę pokoleń mistrzów od 1 Patriarchy indyjskiego Mahakaśjapy.
Druga liczba oznacza liczbę pokoleń od 28/1 Bodhidharmy, 28 Patriarchy Indii i 1 Patriarchy Chin.
Trzecia liczba oznacza początek nowej linii przekazu w danym kraju.
- 36/9 Yaoshan Weiyan (761–834)
  - 37/10 Yunyan Tansheng (770–841)
    - 38/11 Dongshan Liangjie (807–869) szkoła caodong
      - 39/12 Yunju Daoying* (zm. 902) (*także Hongjue)
        - 40/13/1 Pŏpgyŏng Kyŏngyu (871–921) szkoła chodong (chiń. caodong) – Korea
          - 41/14/2 Sŏkchŏng (bd)
          - 41/14/2 Changhyŏn (bd)